# Cry Freedom
Cry Freedom is een film geregisseerd door Richard Attenborough, geproduceerd in 1987, die zich afspeelt in de jaren zeventig, tijdens de apartheid in Zuid-Afrika. De film is opgenomen in Zimbabwe. Hoewel de film niet in Zuid-Afrika verboden was, werd er wel gedreigd met bomaanslagen door extreemrechtse blanken, waaronder die van Vlakplaas. 
Het scenario van John Briley is gebaseerd op de boeken Biko en Asking for Trouble van Donald Woods. Briley bracht na het uitkomen van de film het boek Cry Freedom, gebaseerd op het filmscenario, uit.

## Verhaal
Cry Freedom is een gedramatiseerde versie van het verhaal van Steve Biko, de Zuid-Afrikaanse leider van de Zwarte bewustzijnsbeweging. Hij werd vermoord terwijl hij in gevangenschap zat. Donald Woods, een blanke redacteur van de krant de Daily Dispatch, die bevriend was met Biko, schreef een boek met onthullende delen over de dood van Biko. Hij ontvluchtte Zuid-Afrika om het boek gepubliceerd te krijgen.

## Rolverdeling
| Acteur            | Personage                |
| ----------------- | ------------------------ |
| Denzel Washington | Steve Biko               |
| Kevin Kline       | Donald Woods             |
| Penelope Wilton   | Wendy Woods              |
| John Thaw         | Jimmy Kruger             |
| Josette Simon     | Mamphela Ramphele        |
| Zakes Mokae       | Vader Kani               |
| Ian Richardson    | De officier van justitie |